# Ante Kostelić
Ante Kostelić, född 11 augusti 1938 i Zagreb, är en kroatisk tidigare handbollsspelare (mittsexa/vänstersexa), handbollstränare och skidsportstränare. Han är far till alpinskidåkarna Ivica och Janica Kostelić, som han också varit tränare för.
Som handbollsspelare representerade han bland annat RK Zagreb. Han tränade ett flertal klubbar från 1970- till 1990-talet, bland annat RK Zagreb och RK Medveščak.